# Utopia (Goldfrapp)
Utopia è un brano musicale del gruppo musicale britannico Goldfrapp, pubblicato come secondo estratto dall'album Felt Mountain.
La canzone è stata scritta e prodotta da Alison Goldfrapp e Will Gregory.

## Video musicale
Nel video musicale prodotto per Utopia vede solo tante riprese sul tono del blu di Alison Goldfrapp dove, alla fine, vomita un liquido blu e si scopre che in quell'ambiente c'erano altri cloni della cantante.